# Billboard Latin Music Awards 2004
Prix Billboard de musique latine 2004 :

## Titre de l'année
- "Antes" Obie Bermudez (EMI Latin)
- "Un Siglo Sin Ti" Chayanne (Sony Discos)
- "Fotografia" Juanes With Nelly Furtado (Surco/Universal Latino)
- "Tal Vez" Ricky Martin (Sony Discos)

## Titre de l'année, Duo
- "Fotografia" Juanes With Nelly Furtado (Surco/Universal Latino)
- "No Tengo Dinero" A.B. Quintanilla III & Kumbia Kings Feat. Juan Gabriel & El Gran Silencio (EMI Latin)
- "Mi Gente" A.B. Quintanilla III & Kumbia Kings Featuring Ozomatli (EMI Latin)
- "Me Pones Sexy" Thalía Featuring Fat Joe (EMI Latin)

## Artiste de l'année
- Intocable (EMI Latin)
- Juanes (Surco/Universal Latino)
- Ricky Martin (Sony Discos)
- Conjunto Primavera (Fonovisa)

## Compositeur de l'année
- Franco De Vita
- Juan Gabriel
- Juanes
- Marco Antonio Solís

## Producteur de l'année
- Jesus Guillen
- Rudy Perez
- Kike Santander
- Tommy Torres

## Album pop de l'année, masculin
- "Sincero" Chayanne (Sony Discos)
- "Almas Del Silencio" Ricky Martin (Sony Discos)
- "33" Luis Miguel (Warner Latina)
- "No Es Lo Mismo" Alejandro Sanz (Warner Latina)

## Album pop de l'année, féminin
- "Belinda" Belinda (Ariola/BMG Latin)
- "Por Ti" Ednita Nazario (Sony Discos)
- "Soraya" Soraya (EMI Latin)
- "Milagro" Jaci Velasquez (Sony Discos)

## Album Pop de l'année, Duo ou Groupe
- "Mambo Sinuendo" Ry Cooder & Manuel Galban (Perro Verde/Nonesuch/AG)
- "Lo Que Te Conte Mientras Te Hacias La Dormida" La Oreja De Van Gogh (Sony Discos)
- "4" A.B. Quintanilla III Presents Kumbia Kings (EMI Latin)
- "De Viaje" Sin Bandera (Sony Discos)

## Album Pop de l'année, Révélation
- "Confesiones" Obie Bermudez (EMI Latin)
- "Corazon Latino" David Bisbal (Vale/Universal Latino)
- "Rojo Relativo" Tiziano Ferro (EMI Latin)
- "The Last Don" Don Omar (VI Music)

## Albums Latino: Artiste de l'année
- Celia Cruz (Sony Discos)
- Intocable (EMI Latin)
- Maná (Warner Latina)
- Marco Antonio Solís (Fonovisa/UG)

## Album Rock/Alternatif de l'année
- "Cuatro Caminos" Café Tacuba (MCA)
- "Libertad" La Ley (WEA Rock/Warner Latina)
- "Dance And Dense Denso" Molotov (Surco/Universal Latino)
- "Coming Up (EP)" Ozomatli (Concord Picante/Concord)

## Album Tropical de l'année, masculin
- "Todo A Su Tiempo" Divino (Luar)
- "Music For My Peoples" Huey Dunbar (Sony Discos)
- "Buenos Hermanos" Ibrahim Ferrer (World Circuit/Nonesuch/AG)
- "Canto A Mi Idolo...Frankie Ruiz" Jerry Rivera (Ariola/BMG Latin)

## Album Tropical de l'année, féminin
- "Exitos Eternos" Celia Cruz (Universal Latino)
- "Hits Mix" Celia Cruz (Sony Discos)
- "Regalo Del Alma" Celia Cruz (Sony Discos)
- "A Puro Fuego" Olga Tanon (Warner Latina)

## Album Tropical de l'année, Duo ou Groupe
- "En Vivo 30 Aniversario" Raphy Leavitt Y La Selecta (VI Music)
- "Mas Flow" Luny Tunes & Noriega (VI Music)
- "Hombres De Honor" Grupo Manía (Universal Latino)
- "The Mix" Monchy & Alexandra (J&N/Sony Discos)

## Album Tropical de l'année, Révélation
- "Todo A Su Tiempo" Divino (Luar)
- "Flor De Tabaco" Flor De Tabaco (Erami/VI Music)
- "Mas Flow" Luny Tunes & Noriega (VI Music)
- "Censurado" Ranking Stone (VI Music)

## Album mexicain de l'année, masculin
- "Afortunado" Joan Sebastian (Musart)
- "Y Tenerte Otra Vez" Pepe Aguilar (Univision/UG)
- "Nina Amada Mia" Alejandro Fernandez (Sony Discos)
- "Tu Amor O Tu Desprecio" Marco Antonio Solís (Fonovisa/UG)

## Album mexicain de l'année, masculin (Duo ou Groupe)
- "Proyecto Akwid" Akwid (Univision/UG)
- "En vivo: juntos por última vez" Vicente Fernández & Alejandro Fernández
- "De Durango A Chicago" Grupo Montez de Durango (Disa)
- "Decide Tu" Conjunto Primavera (Fonovisa/UG)

## Album mexicain de l'année, féminin
- "En Vivo Al Azul Vivo" Los Angeles Azules (Disa)
- "Te Atrapare Bandido" Ana Barbara (Fonovisa/UG)
- "Dulce Y Salado" Ana Gabriel (Sony Discos)
- "Homenaje A Las Grandes" Jenni Rivera (Fonovisa/UG)

## Album mexicain de l'année, Révélation
- "Proyecto Akwid" Akwid (Univision/UG)
- "Conjunto Atardecer" Conjunto Atardecer (Universal Latino)
- "Desde Hoy" Duelo (Univision/UG)
- "Ni De Aqui Ni De Alla" Jae-P (Univision/UG)

## Best-of de l'année
- "Exitos Eternos" Celia Cruz (Universal Latino)
- "Hits Mix" Celia Cruz (Sony Discos)
- "La Historia" Intocable (EMI Latin)
- "Herencia Musical: 20 Corridos Inolvidables" Los Tigres Del Norte (Fonovisa/UG)

## Compilation de l'année
- "Los 30 Corridos Mas Prohibidos" Various Artists (Fonovisa/UG)
- "30 De Sax En Sax Vol. 1" Various Artists (Fonovisa/UG)
- "30 Gruperas De Coleccion" Various Artists (Univision/UG)
- "Historia Musical Grupera" Various Artists (Disa)

## AlbumLatin Jazzde l'année
- "Vol. 4: Vodou Dance" Los Hombres Calientes (Basin Street)
- "Ritmo Caliente" Eddie Palmieri (Concord Picante/Concord)
- "Out Of Sight" Poncho Sanchez (Concord Picante/Concord)
- "Trumpet Evolution" Arturo Sandoval (Crescent Moon/Columbia/Sony Music)

## Titre Latin Dance de l'année
- "Adicto/Addicted (Remix)" Enrique Iglesias (Interscope/Universal Latino)
- "Seduceme/Seduce Me Now (Remix)" La India (Sony Discos/Jellybean)
- "Lei Lo Lai (Masters at Work Remix)" The Latin Project (Electric Monkey)
- "Jaleo (Roger Sanchez Remix)" Ricky Martin (Sony Discos)

## Single Latin Dance de l'année
- "Seduce Me Now (Remix)" La India (Sony Discos/Jellybean)
- "I'm Glad (Paul Oakenfold Remix)" Jennifer Lopez (Epic/Sony Music)
- "Baby, I'm In Love (Boris & Beck Remix)" Thalía (EMI Latin/Virgin)
- "I Want You (Pablo Flores Remix)" Thalía Featuring Fat Joe (EMI Latin/Virgin)

## Albumrap/hip-hopde l'année
- "Proyecto Akwid" Akwid (Univision/UG)
- "En Honor A La Verdad" Vico C (EMI Latin)
- "The Last Don" Don Omar (VI Music)
- "Ni De Aqui Ni De Alla" Jae-P (Univision/UG)

## Titre Pop (radio) de l'année, masculin
- "Antes" Obie Bermudez (EMI Latin)
- "Un Siglo Sin Ti" Chayanne (Sony Discos)
- "Tal Vez" Ricky Martin (Sony Discos)
- "Amame" Alexandre Pires (Ariola/BMG Latin)

## Titre Pop (radio) de l'année, féminin
- "Hoy" Gloria Estefan (Epic/Sony Discos)
- "Clavame Tu Amor" Noelia (Fonovisa)
- "Que Me Quedes Tu" Shakira (Sony Discos)
- "A Quien Le Importa?" Thalía (EMI Latin)

## Titre Pop (radio) de l'année, Duo ou Groupe
- "Fotografia" Juanes With Nelly Furtado (Surco/Universal Latino)
- "Mariposa Traicionera" Maná (Warner Latina)
- "Rosas" La Oreja De Van Gogh (Sony Discos)
- "Mientes Tan Bien" Sin Bandera (Sony Discos)

## Titre Pop (radio) de l'année, Révélation
- "Llorare Las Penas" David Bisbal (Vale/Universal Latino)
- "Quiero Perderme En Tu Cuerpo" David Bisbal (Vale/Universal Latino)
- "Alucinado" Tiziano Ferro (EMI Latin)
- "Ya No Es Igual" Frankie J (Sony Discos)

## Titre Tropical (radio) de l'année, masculin
- "Antes (Salsa Remix)" Obie Bermudez (EMI Latin)
- "El Tonto Que No Te Olvido" Victor Manuelle (Sony Discos)
- "Herida Mortal" Jerry Rivera (Ariola/BMG Latin)
- "Si Te Dijeron" Gilberto Santa Rosa (Sony Discos)

## Titre Tropical (radio) de l'année, féminin
- "Rie Y Llora" Celia Cruz (Sony Discos)
- "Hoy" Gloria Estefan (Epic/Sony Discos)
- "Seduceme" La India (Sony Discos)
- "Asi Es La Vida" Olga Tañon (Warner Latina)

## Titre Tropical (radio) de l'année, Duo ou Groupe
- "Se Nos Perdio El Amor" El Gran Combo De Puerto Rico (Combo)
- "Ay Amor" Héctor y Tito Featuring Victor Manuelle (VI Music)
- "Tan Buena" Son De Cali (Univision)
- "Loca Conmigo" Los Toros Band (Universal Latino)

## Titre Tropical (radio) de l'année, Révélation
- "La Ultima Vez" Magic Juan (J&N)
- "Enamorame" Papi Sanchez (J&N)
- "Tan Buena" Son De Cali (Univision)
- "Intentalo Tu" Joe Veras (J&N)

## Titre mexicain de l'année, masculin
- Quedate Callada Jorge Luis Cabrera (Disa)
- Vete Ya Valentín Elizalde (Universal Latino)
- Y Como Quieres Que Te Quiera Fabian Gomez (Sony Discos)
- Me Canse De Morir Por Tu Amor Adan Chalino Sanchez (Univision)

## Titre mexicain de l'année, masculin Groupe
- "Te Vas Amor" El Coyote Y Su Banda Tierra Santa (EMI Latin)
- "Nomas Por Tu Culpa" Los Huracanes Del Norte (Univision)
- "De Uno Y De Todos Los Modos" Palomo (Disa)
- "Una Vez Mas" Conjunto Primavera (Fonovisa)

## Titre mexicain de l'année, féminin
- "Bandido" Ana Barbara (Fonovisa)
- "Para Que Me Haces Llorar" Briseyda Y Los Muchachos (Platino/Fonovisa)
- "Ay! Papacito (Uy! Daddy)" Limite (Universal Latino)
- "Soy Asi" Limite (Universal Latino)

## Titre mexicain de l'année, Révélation
- "Para Que Me Haces Llorar" Briseyda Y Los Muchachos (Platino/Fonovisa)
- "Vete Ya" Valentín Elizalde (Universal Latino)
- "Otra Vez" Víctor García (en) (Sony Discos)
- "Y Como Quieres Que Te Quiera" Fabian Gomez (Sony Discos)

## Album Christian/Gospel de l'année
- "Jesus Siempre Llega A Tiempo" Samuel Hernandez (SH)
- "Bachata Exitos Cristianos" Jhonny Rafael (Univision/UG)
- "Con Poder" Salvador (Word-Curb/Warner Bros.)
- "Milagro" Jaci Velasquez (Sony Discos)

## Tournée de l'année
- Ricardo Arjona (Sony Discos)
- Vicente Fernandez (Sony Discos)
- Maná (Warner Latina)
- Luis Miguel (Warner Latina)

## Sources
- billboardevents.com